# 福州大学城
福州大学城位于福建省福州市闽侯县上街镇。首批建成校区有福州大学、福建医科大学、福建中医药大学和福建师范大学，首批大学生于2003年相继入驻大学城。2007年后入驻的大学有福建工程学院等。随着大学城的建设与发展，上街片区的城镇化水平不断提高，福州一中分校区也建在上街，同时周边的房地产业与商业得到不断的发展。

## 入驻高等院校
现有入驻高等院校13所：
- 福州大学旗山校区
- 福建师范大学旗山校区
- 福建农林大学旗山校区
- 福建医科大学旗山校区
- 福建中医药大学旗山校区
- 福建理工大学旗山校区
- 福建江夏学院
- 闽江学院
- 福建师范大学协和学院
- 闽江师范高等专科学校旗山校区
- 福州职业技术学院
- 福建华南女子职业学院旗山校区
- 福州墨尔本理工职业学院

## 交通

### 地鐵
目前地鐵是大學城師生和居民前往市區的主要交通工具。
- 上街站：  2号线
- 金嶼站：  2号线
- 福州大學站：  2号线
- 董嶼·福建師大站：  2号线

26°03′49″N 119°11′15″E / 26.06361°N 119.18750°E